# Église Saint-Pierre-d'Arène de Nice
 (avril 2022).
Si vous disposez d'ouvrages ou d'articles de référence ou si vous connaissez des sites web de qualité traitant du thème abordé ici, merci de compléter l'article en donnant les références utiles à sa vérifiabilité et en les liant à la section « Notes et références ».
L’église Saint-Pierre-d’Arène est une église catholique située à Nice.

## Histoire
En 1762, le prêtre Don Massot crée une chapelle, dédiée à saint Pierre. L'édifice se trouve près de la plage, l'actuelle promenade des Anglais, "arena" en dialecte niçois, selon son appellation originelle "Chiesa San Pietro d'arena" du diocèse de Nice de l'église catholique apostolique romaine.  . 
En 1814, lors de la période historique de la restauration sarde du royaume de Piémont-Sardaigne faisant suite à 22 ans (1792/1814) d'occupation française de Nice par les troupes de la Révolution française puis du Premier Empire, la chapelle est consacrée par l'évêque du diocèse de Nice monseigneur Jean-Baptiste Colonna d'Istria église ouverte au culte et aux sacrements à part entière. Elle accueillera donc tout d'abord les familles monarchistes du blasonario de l'ancien régime exilées en Italie pendant la période révolutionnaire et en gardera par la suite cette identité culturelle.
Le 18 janvier 1914, est commencé un agrandissement qui va conduire à l’église actuelle. L'église est finalement inaugurée le 23 janvier 1938 bien que toujours inachevée.   
E. Brock écrit pour cette inauguration avant la guerre : « bien des travaux restent à faire, l’aménagement des fonts baptismaux, la construction du clocher, l’embellissement de certaines chapelles véritablement trop pauvres pour un tel sanctuaire, etc. »
De 2012 à 2017 sont menés d'importants travaux dans le sous-sol de l'édifice afin d'y créer l'espace solidaire Jorge François, nommé en hommage au pape François, qui regroupe différentes installations dont un restaurant solidaire destiné aux démunis, une galerie d'exposition d'art, ou encore un théâtre. 
Son responsable associatif décrit ainsi dans la presse cette démarche au moment de l'ouverture : « Le pape François veut pousser les catholiques à sortir de chez eux, à ne pas rester dans l’entre-soi »
Le 24 avril 2022, vers 10 h, le prêtre Krzyzstof Rudzinski et la religieuse sœur Marie-Claude y sont agressés au couteau. Le suspect est un homme âgé de 31 ans habitué de la paroisse et interné plusieurs fois auparavant. Il voulait assassiner le président français Emmanuel Macron et était sympathisant du Rassemblement national.

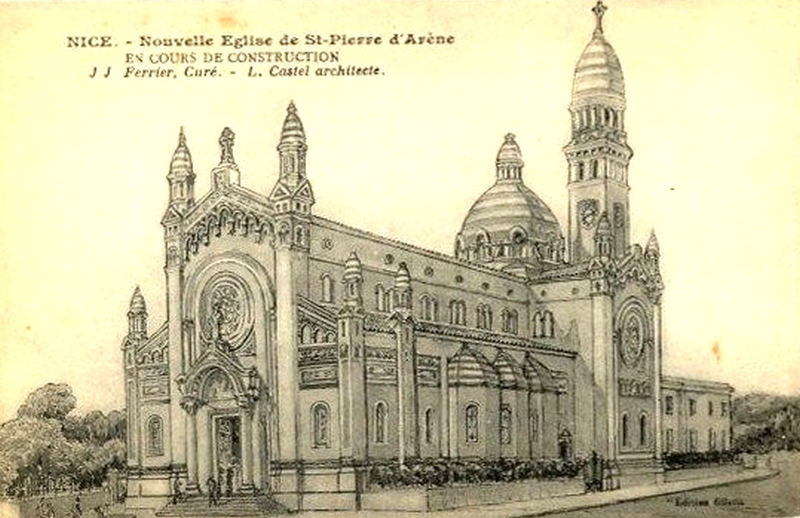
Vue d'ensemble de l'église, en 1919.

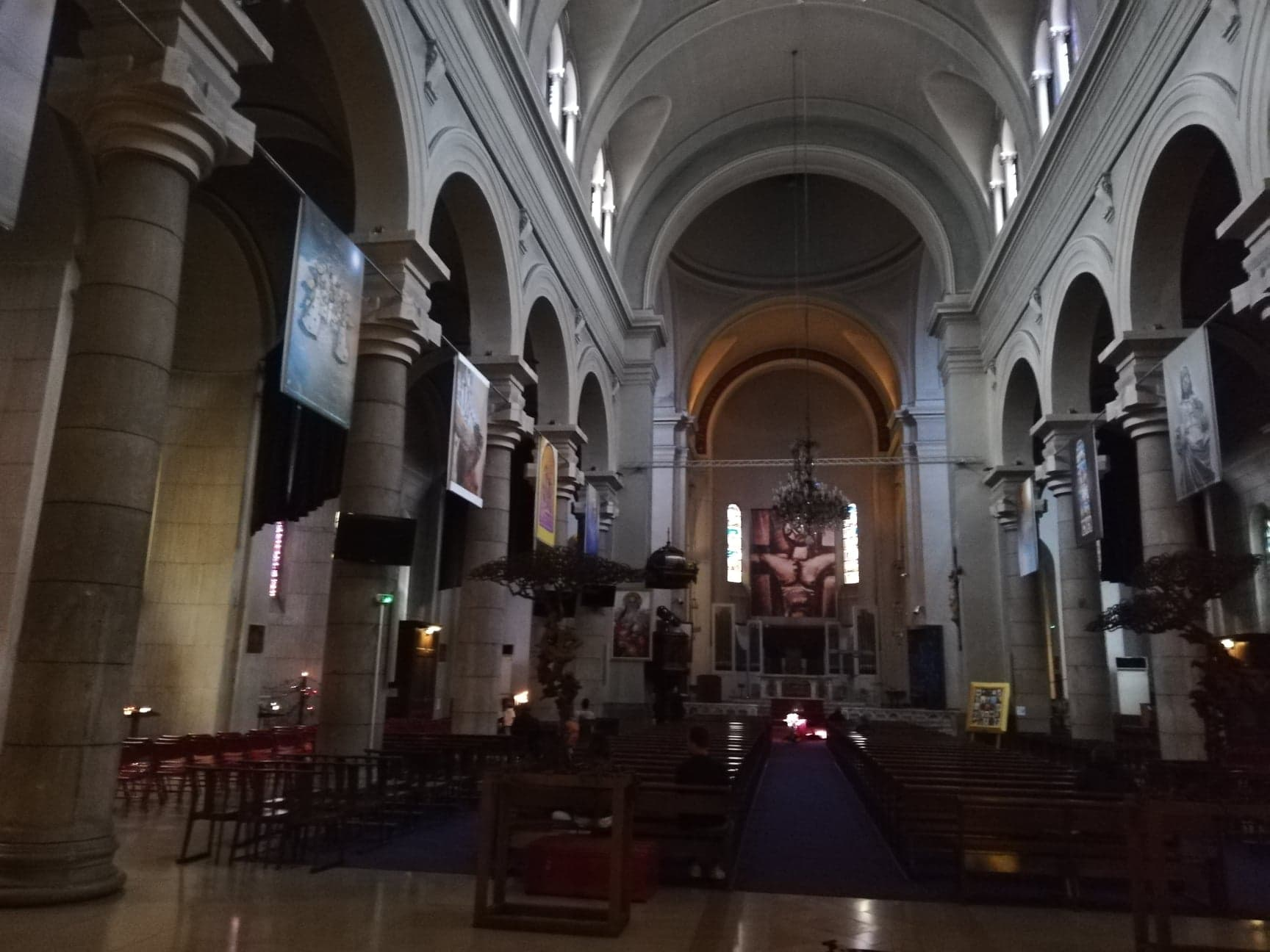
Vue de la nef, en 2018.

## Chapelles et reliquaires
L'église dans sa forme actuelle présente six chapelles (trois tournées vers l'est, trois vers l'ouest) ainsi qu'un reliquaire. 
La première, à l'est, est dédiée à saint Pierre, premier évêque de Rome dont la tradition chrétienne en fait le « Prince des Apôtres ».
La seconde est dédiée à saint Antoine de Padoue, missionnaire franciscain qui est envoyé prêcher en Italie et en France, déclaré thaumaturge par l'Église catholique. 
La troisième est dédiée à saint Expédit, elle contient l'icône de saint Charbel Makhlouf, thaumaturge du Liban, en hommage aux chrétiens d'Orient.  
La quatrième, à l'ouest, est dédiée à Jean le Baptiste, prophète qui a annoncé la venue de Jésus de Nazareth, l'a baptisé sur les bords du Jourdain, laissant certains de ses disciples se joindre à lui, œuvrant comme précurseur de l'avènement du Messie.
La cinquième, est dédiée à Padre Pio (1887-1968), des Frères mineurs capucins, prêtre italien déclaré thaumaturge par l'Église catholique, réputé pour ses miracles et ses pouvoirs de bilocation. Controversé puis canonisé en 2002 sous le nom de saint Pie de Pietrelcina.
La sixième, est dédiée à sainte Thérèse de l'Enfant-Jésus. Elle contient une statue de Louise de Marillac (1591-1660), fondatrice avec saint Vincent de Paul des Filles de la Charité et canonisée en 1934.   
Après les six chapelles des saints, se trouve la chapelle de l'adoration à la Vierge Marie.
Le reliquaire de l'église présente les reliques de six personnages, deux papes y figurent : Jean-Paul II et Jean XXIII l'initiateur du concile Vatican II ; Charles de Habsbourg-Lorraine (1887-1922), dit l'archiduc Charles 1er d'Autriche, dernier empereur d'Autriche ; deux prêtres de l'époque contemporaine : le polonais Jerzy Popiełuszko (1947, assassiné en 1984 pour son affrontement au régime totalitaire communiste dans les pays d'Europe de l'Est) et le père Jacques Hamel (1930, assassiné par deux terroristes islamistes en 2016 et déclaré martyr de l'Église catholique) ; et le thaumaturge libanais saint Charbel Makhlouf en hommage aux chrétiens et églises d'Orient.  

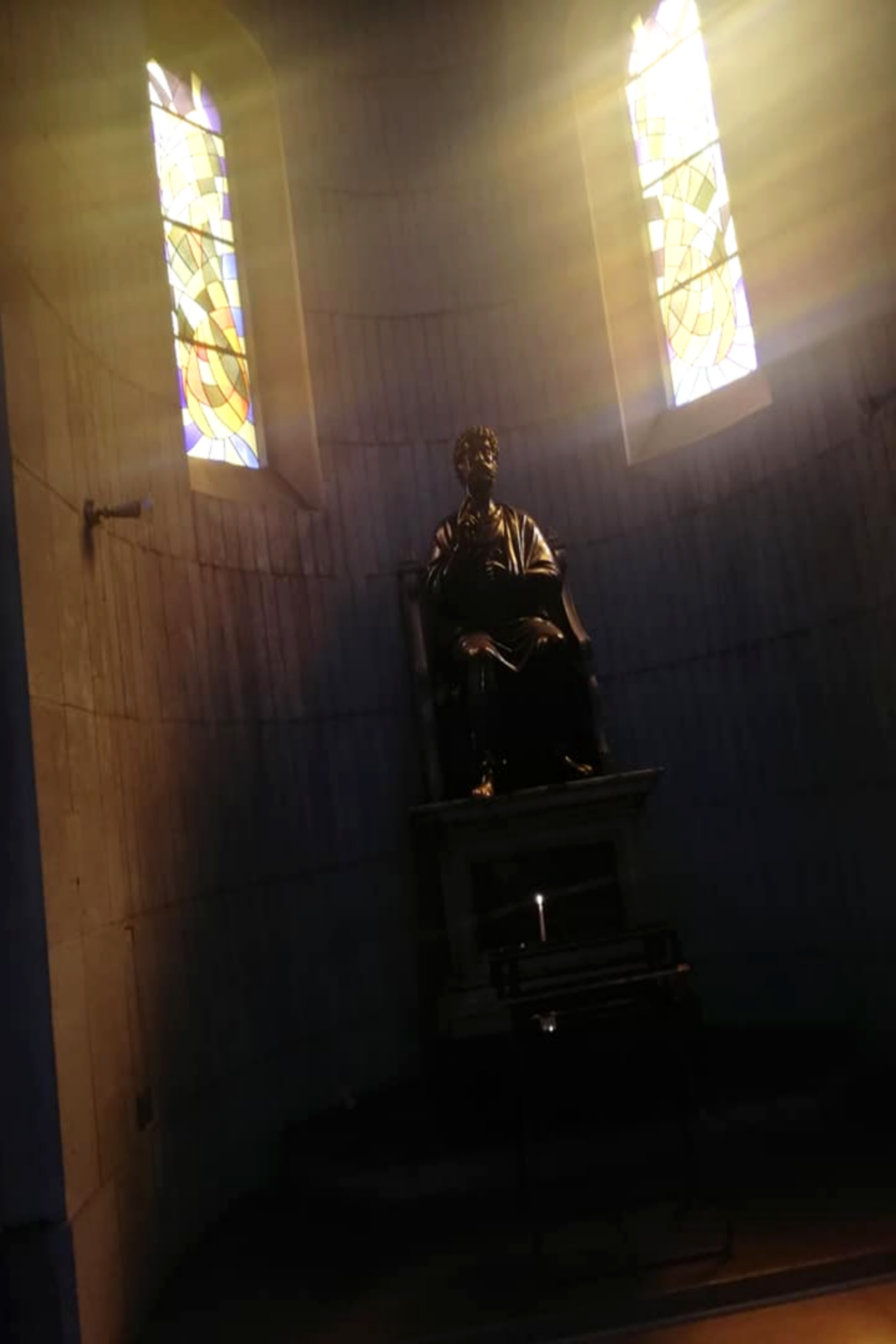
Chapelle dédiée à saint Pierre.
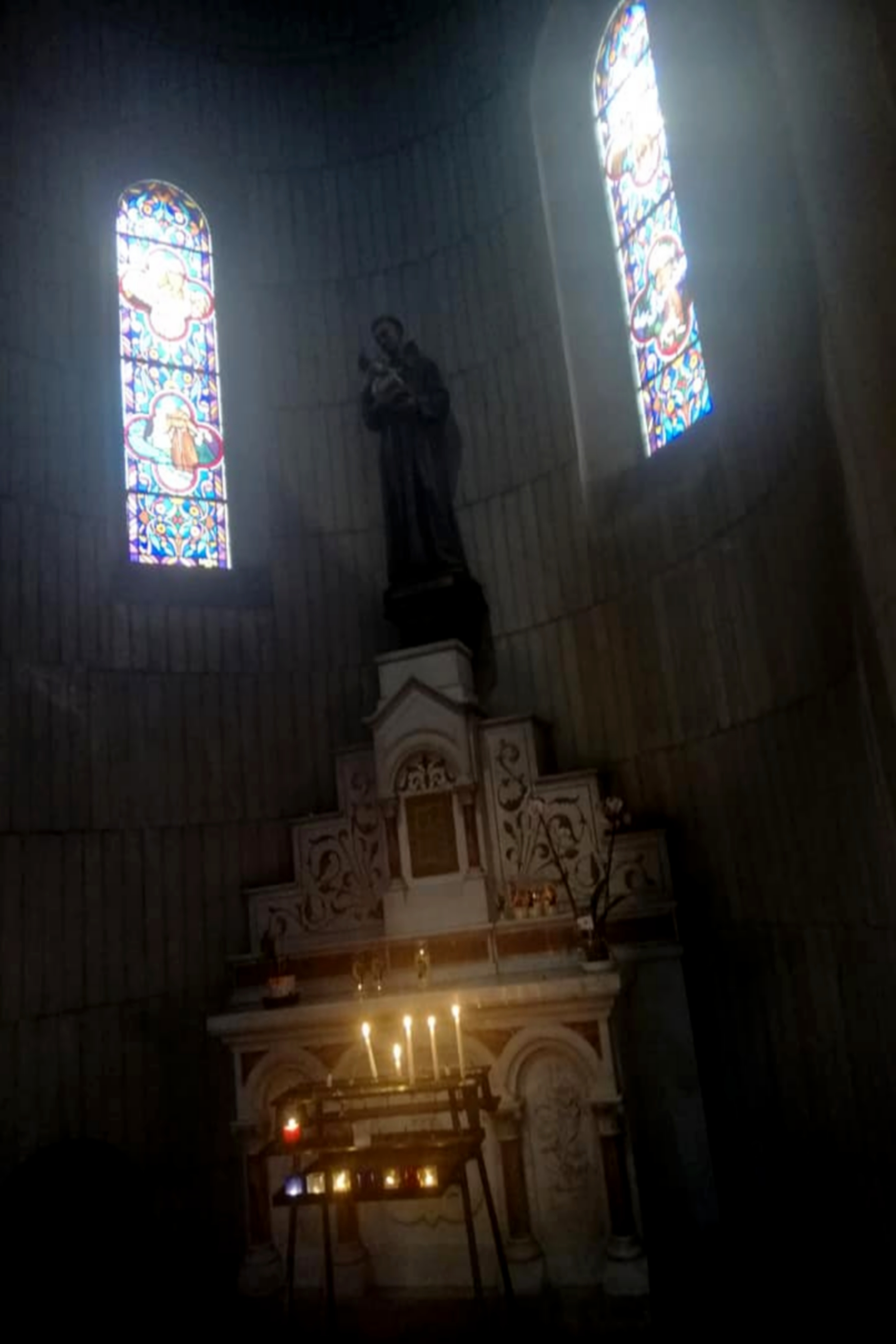
Chapelle dédiée à saint Antoine de Padoue.
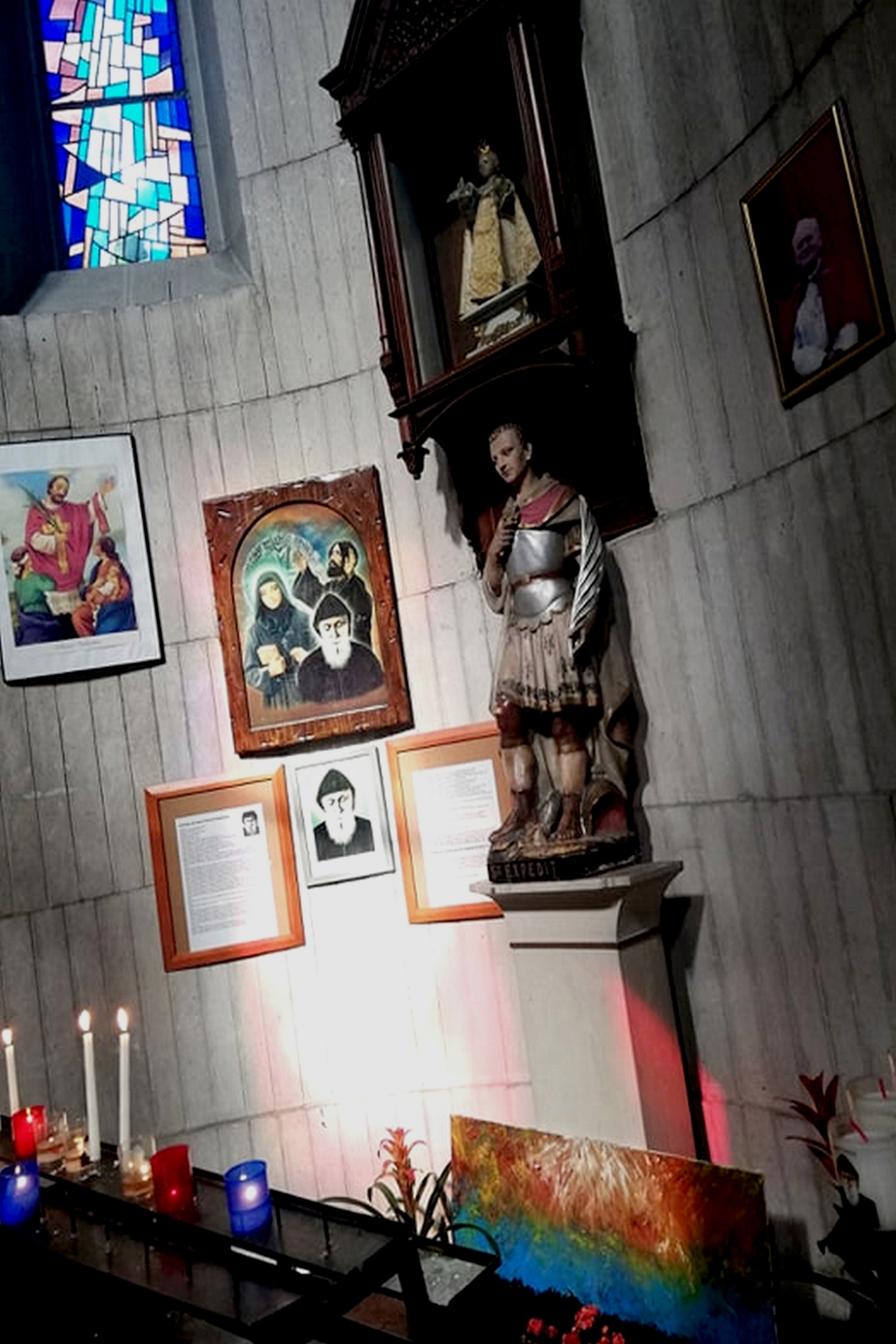
Chapelle dédiée à saint Expédit sous la Grâce de saint Charbel du Liban.
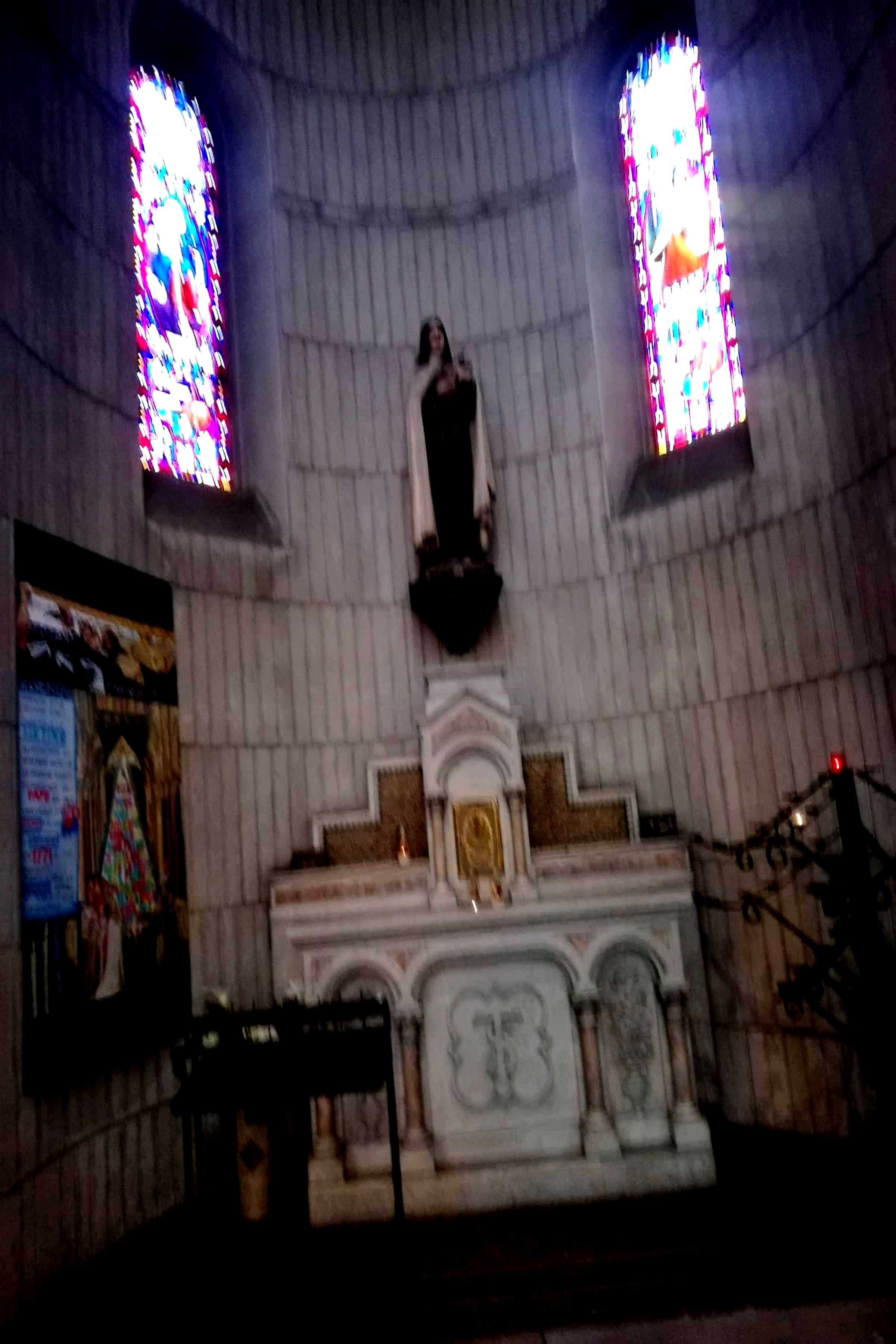
Chapelle dédiée à saint Jean-Baptiste.
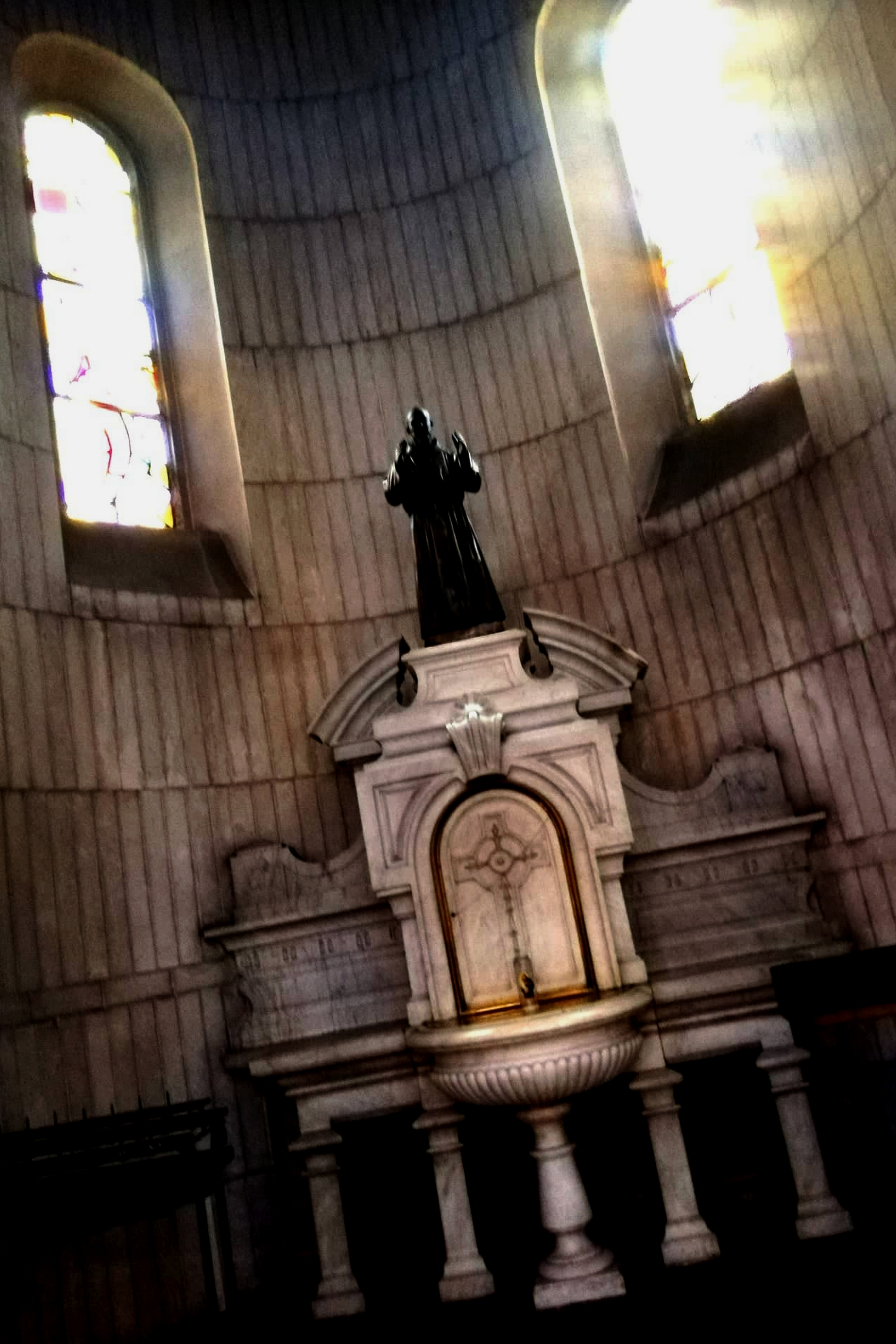
Chapelle dédiée à Padre Pio.
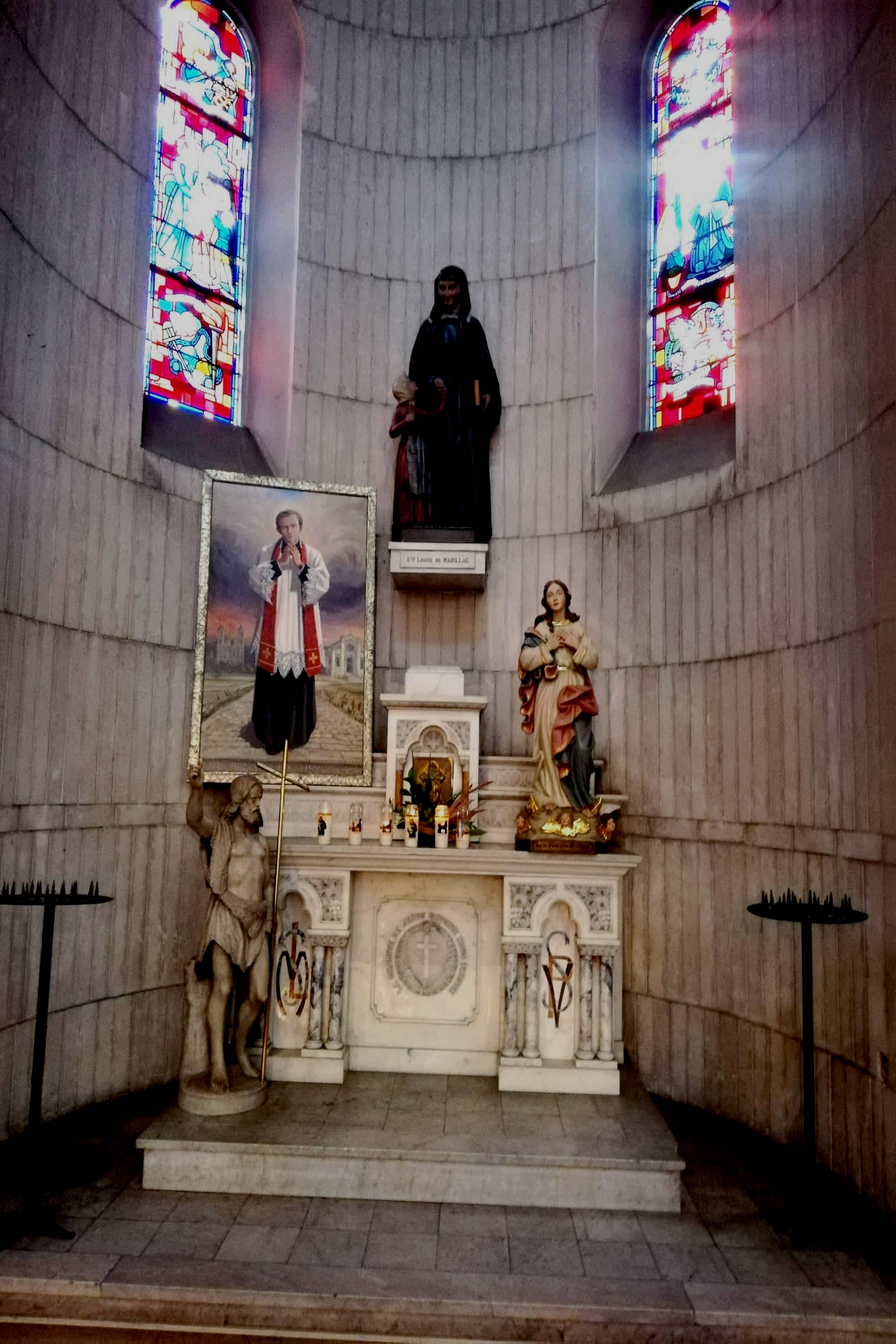
Chapelle dédiée à Sainte-Thérèse et Louise de Marillac.
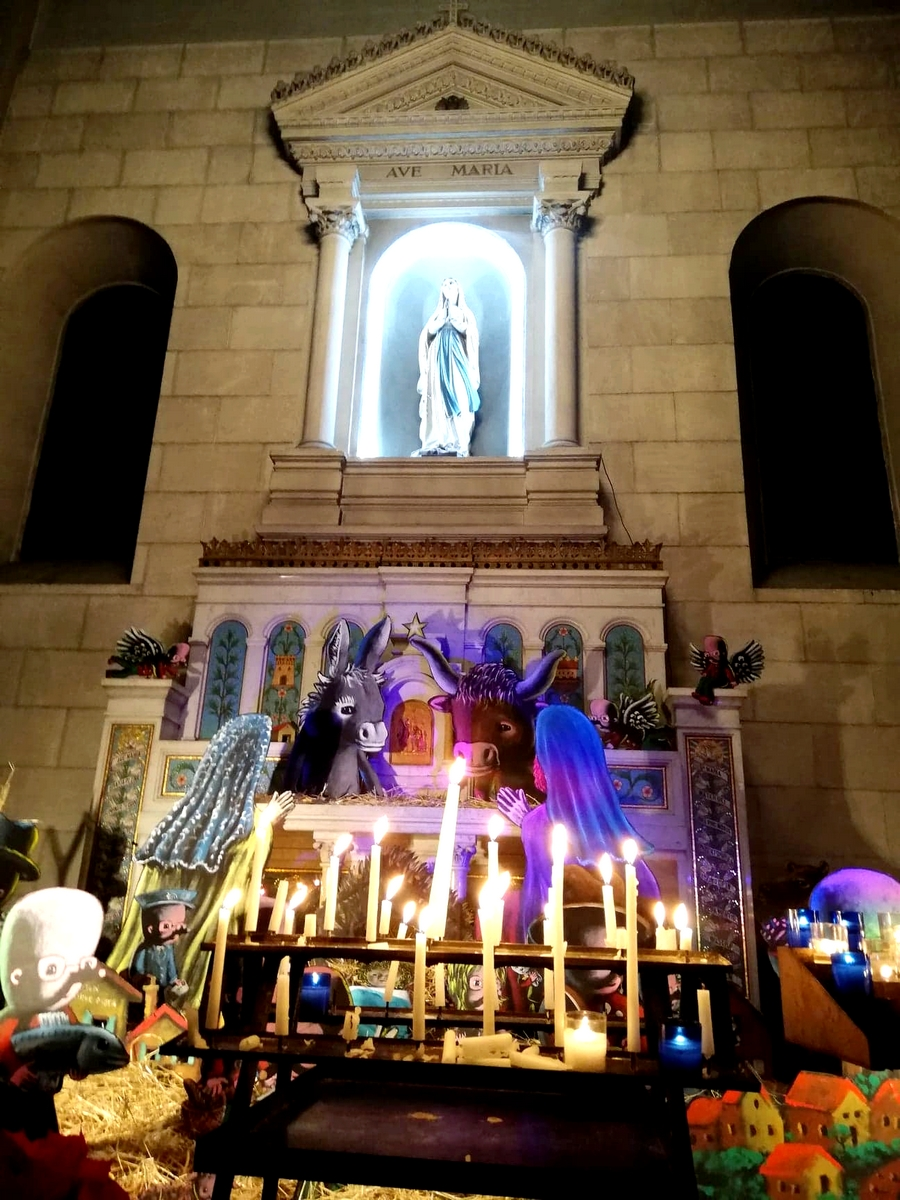
Chapelle de la Vierge Marie pour Noël.
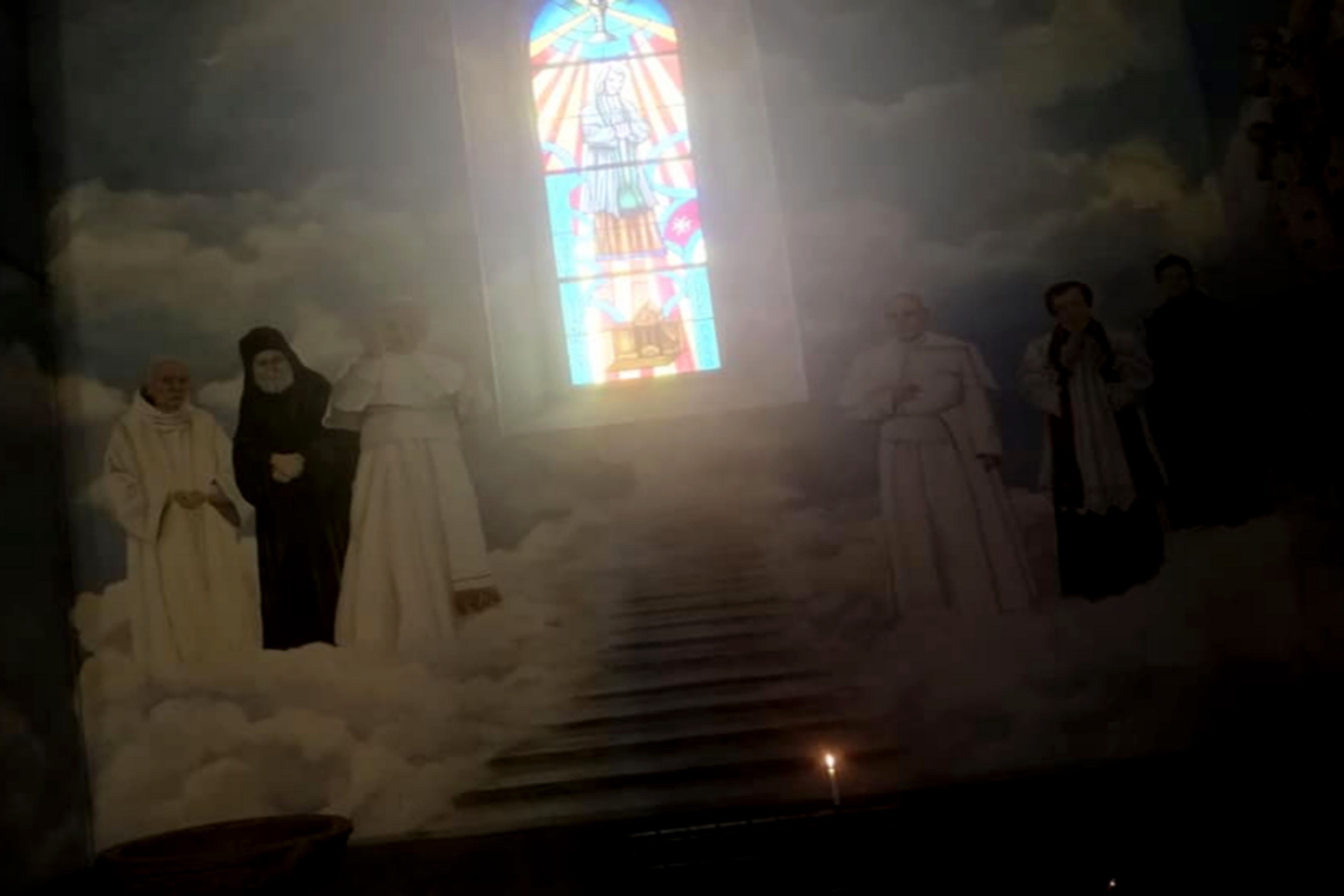
Le reliquaire des saints.

Le curé de l'église est depuis 2001 le père Gil Florini, doyen de Nice-centre et recteur du sanctuaire d'Utelle, également chanteur et entrepreneur, éleveur de chevaux, créateur du « pastis de Nice » et auteur en 2017 du livre Ce qu'un curé ne peut pas dire.

## Offices
L'église assure également la charge sacerdotale d'aumônerie des artistes de la Côte d'Azur. Elle organise ainsi chaque année depuis 2011 le jour du mercredi des cendres la "messe des artistes". L'aumônier des artistes depuis la création de la messe des artistes en 2011 est le révérend-père Yves-Marie Lequin de l'ordre des dominicains.